# Orbányosfa
Orbányosfa község Zala vármegyében, a Zalaegerszegi járásban.

## Fekvése
Zalaegerszegtől keletre található, a Principális-völgyben, a Zalaszentmihálytól Misefa és Nagykapornak érintésével Pókaszepetkig húzódó 7362-es út mentén. Utóbbiból itt ágazik ki keletre a Bezeréd községbe vezető 73 218-as út.

## Története
Első írásos említése 1429-ből származik, ekkor még Vrbanosfalva néven. Mai nevén először 1773-ban említik.

## Közélete

### Polgármesterei
- 1990–1994: Simon Gyula (független)[3]
- 1994–1998: Kocsis Ferencné (független)[4]
- 1998–2002: Simon Gyula (független)[5]
- 2002–2006: Kocsis Ferencné (Fidesz-MDF)[6]
- 2006–2010: Kocsis Ferencné (Fidesz-KDNP)[7]
- 2010–2014: Kocsis Ferencné (Fidesz-KDNP)[8]
- 2014–2019: Kocsis Ferencné (Fidesz-KDNP)[9]
- 2019–2024: Kocsisné Varga Judit  (Fidesz-KDNP)[10]
- 2024– : Kocsisné Varga Judit  (Fidesz-KDNP)[1]

## Népesség
A település népességének változása:
| Lakosok száma | 126  | 124  | 122  | 82   | 92   | 91   | 93   |
|               | 2013 | 2014 | 2015 | 2021 | 2022 | 2023 | 2024 |

A 2011-es népszámlálás idején a nemzetiségi megoszlás a következő volt: magyar 99%. A lakosok 81,1%-a római katolikusnak, 2,4% reformátusnak, 4,9% felekezeten kívülinek vallotta magát (11,5% nem nyilatkozott).
2022-ben a lakosság 83,7%-a vallotta magát magyarnak, 5,4% németnek, 3,3% cigánynak, 2,2% egyéb, nem hazai nemzetiségűnek (12% nem nyilatkozott; a kettős identitások miatt a végösszeg nagyobb lehet 100%-nál). Vallásuk szerint 41,3% volt római katolikus, 1,1% református, 2,2% egyéb katolikus, 7,6% felekezeten kívüli (46,7% nem válaszolt).